# چشم‌گرد تنبل بورنئو
چشم‌گرد تنبل بورنئو (نام علمی: Nycticebus menagensis) نام یک گونه از سرده چشم‌گرد تنبل است.